# Убийство сотрудников Красного Креста в Чечне
Убийство сотрудников Красного Креста в Чечне — убийство 17 декабря 1996 года шестерых сотрудников Международного комитета Красного Креста в госпитале в селе Новые Атаги Шалинского района Чеченской Республики.

## Преступление
По заключению заместителя начальника отдела по особо важным делам Генпрокуратуры Чеченской Республики Ичкерия С. Юсупова, около 10-12 вооружённых людей примерно в 3:30 ночи ворвались в госпиталь и расстреляли шестерых человек. Погибли медсестры Фернандо Коладо (Испания), Ингоборг Фосс (Норвегия) и Нэнси Малай (Канада), хирургические сёстры Гунгильда Миклебуст (Норвегия) и Шериль Тайор (Новая Зеландия), а также строитель Ханс Алькобут (Швеция). Был тяжело ранен начальник госпиталя Кристоф Ханс (Швеция).

## Реакция власти
Бывший в то время министром внутренних дел Чеченской Республики Ичкерия Казбек Махашев сразу после трагедии обещал найти и строго наказать преступников. С этой целью была создана специальная оперативно-розыскная группа. Однако преступники не были найдены.

## Версии
Согласно некоторым источникам, когда группа вышла на след, указывающий на участие в преступлении Хаттаба, руководитель департамента национальной безопасности Абу Мовсаев предложил сотрудникам группы взять новый след, ведущий в Россию. Хаттаб неоднократно угрожал сотрудникам Красного Креста. Боевиков раздражало присутствие в Чечне христианской символики — Красного Креста. Тем не менее, Хаттаб отказался от дачи показаний и запретил делать это своим подчинённым.
По свидетельству перебежавшего на Запад майора ФСБ Алексея Потёмкина, отряд российского спецназа во главе с капитаном Севастьяновым получил приказ выбить из школы, где располагался госпиталь, находившихся там чеченцев. Ворвавшиеся на территорию госпиталя спецназовцы приняли находившихся там врачей за чеченцев и открыли огонь.
По утверждениям Ахмеда Закаева, российские власти не хотели, чтобы Красный Крест продолжал функционировать в республике после окончания войны:
Мы выходили с предложениями, делали запрос даже после подписания соглашения между министерствами внутренних дел, между генпрокуратурой России и генпрокуратурой Чечни, неоднократно обращались к российской стороне с тем, чтобы нам дали допросить одного из так называемых чеченских оппозиционеров Адама Дениева, который участвовал в этой операции вместе с русскими. Но с этим человеком нам не дали встретиться.
По мнению Ивана Рыбкина, это была акция устрашения с целью помешать мирному урегулированию ситуации вокруг Чечни. «Партия войны» была очень активной и предпринимала для этого самые разные меры. В частности, всячески дискредитировались участники переговорного процесса. Из-за давления этих сил вышел из процесса урегулирования Александр Лебедь. Рыбкин не исключает возможность осуществления акции в Новых Атагах российскими спецслужбами.
По мнению В. Павлова, после заключения хасавюртовских соглашений основной задачей Департамента государственной безопасности ЧРИ стало сохранение власти Зелимхана Яндарбиева. Убийство сотрудников Красного Креста было осуществлено ДГБ ЧРИ по приказу Яндарбиева с целью оттянуть проведение президентских выборов.
Уже после начала Второй чеченской войны, президент ЧРИ Аслан Масхадов делал заявления, что у него есть неопровержимые доказательства причастности Адама Дениева к этому преступлению.

## Задержания
В 2005 году был задержан чеченский сепаратист Адам Джабраилов, подозреваемый в участии в нападении.